# Liste des marques de bières
Liste non exhaustive de marques de bières classées par continents et par pays producteur.

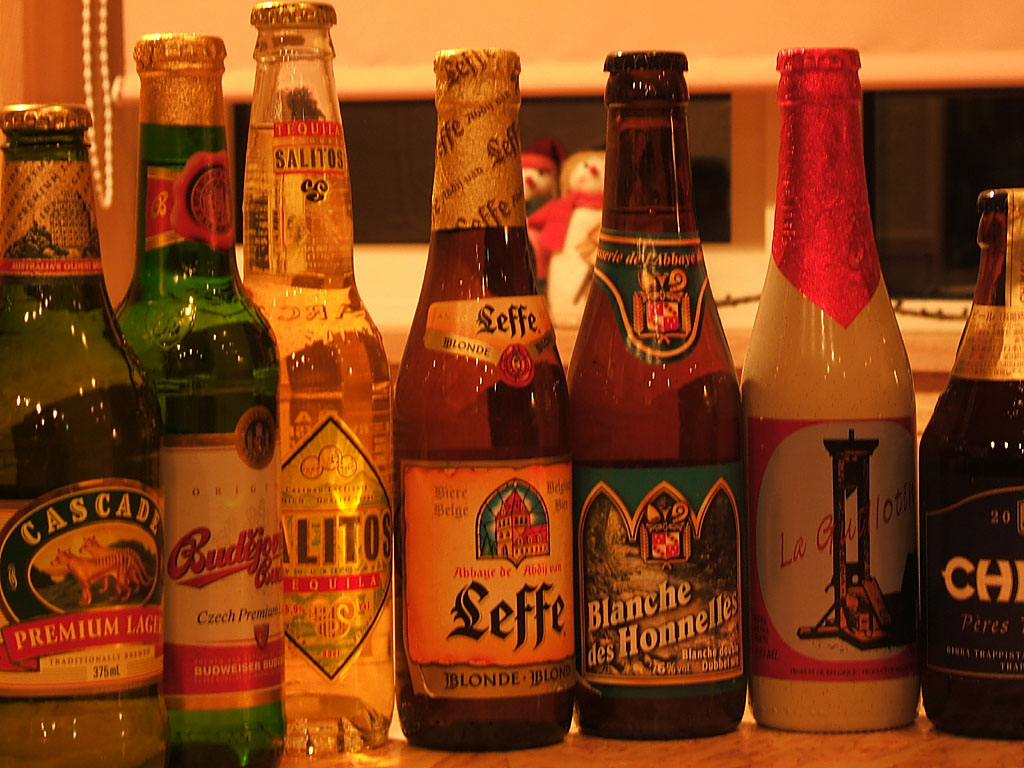
Assortiment de marques de bières.

## Afrique

### Afrique du Sud
- Black Label
- Castle
- Hansa

### Algérie
- Tango
- Desperados

### Bénin
- La Béninoise
- Beaufort
- Castel Beer
- Flag
- Eku
- Guinness
- 33' Export

### Burkina Faso
- Brakina
- Sobbra

### Cameroun
- Kadji Beer (bière blonde)
- Castel Beer
- Mutzig
- Beaufort et Beaufort light
- Guinness
- 33 Export
- Satzenbrau
- King beer
- Isenberg
- Beaufort Tango

### Cap-Vert
- Strela

### République du Congo
La république du Congo possède deux Brasseries et commercialisent les bières suivantes :
Brasseries du Congo (BRASCO)
- Ngok, bière blonde
- Turbo King, rousse
- Primus, blonde
- Vodka Pomme
- Guiness
- Mützig
- Vodka Cola (Royal Club)
- GinTonic
- Class by Mützig
- Heineken
- Dr. Rumba
- Desperados

Brasseries et Limonaderies du Congo (BRALICO)
- 33' Export
- Black Ndzoko
- Ndzoko
- Stark
- Booster Cider
- Doppel Münich
- Castel Beer
- Beaufort lager

### République démocratique du Congo
- Simba
- Skol
- Tembo
- Primus
- Castel
- Mutzig
- Turbo King
- Maltina
- Legend
- 33 Export
- Doppel Munich
- Guiness
- Ngok

### Côte d'Ivoire
- SOLIBRA :
  - Bock Solibra
  - Solibra Export
- Skol
- Guiness CI
- Flag CI
- Castel

Brassivoire :
- Heineken
- Desperados
- Ivoire classic
- Ivoire spéciale
- Ivoire Black

### Égypte
- Stella, bière blonde
- Sakara, bière blonde

### Gabon
- Régab

### Mali
- Castel
- Flag
- Beaufort

### Madagascar
- Three Horses Beer
- Manica
- Cerveja 2M
- Laurentina Clara
- Corona
- Stella
- Marocan beer
- Laurentina Preta
- Castle Milk Stout

### Maroc
- Flag spéciale
- Flag Pils
- Stork
- Casablanca
- Casablanca light
- Kania

### Mozambique
- 2M « Mac Mahon »[3].

### Namibie
- Windhoek
- Tafel

### Niger
- Bière Niger

### Sénégal
Le Sénégal possède une seule société brassicole, la Soboa, qui commercialise les bières suivantes ;
- Flag
- Gazelle
- Doppel Munich
- 33 Export
- Booster Racines (alcool-mix)
- Beaufort

### Seychelles
- Seybrew

### Tanzanie
- kilimandjaro Beer
- Safari Beer

### Tchad
- Gala
- Chari

### Togo
- Awoyo
- Pils
- Éku
- Lager
- Flag
- Beaufort

### Tunisie
- Celtia
- Golden Brau
- Heineken
- Beck's
- Löwenbräu
- 33 Export
- Stella
- Berber
- Mützig , Depuis Juin 2018.
- Elbeya

## Amérique

### Argentine
- Andes
- Bieckert
- Cordoba
- Norte
- Quilmes
- Palermo

### Aruba
- Aruba Brewing
- Aruba Red Star
- Brouwerij Nacional Balashi
- Cerbeseria Arubano

### Bahamas
- Kalik

### Bolivie
- Huari
- Potosina
- Paceña

### Brésil
- Antarctica
- Brahma
- Kaiser
- Heineken do Brasil
- Miller do Brasil
- Stella Artois do Brasil
- Sol do Brasil
- Bohemia
- Nova Schin
- Primus
- Munich
- Kronenbier
- Itaipava
- Cristal
- Bavaria
- Malzbier
- Eisenbahn
- Baden Baden
- Cerpa
- Serra Malte
- Conti
- Lecker
- Colonia
- Belco
- Malta
- Caracu
- Spoler
- Polar Export
- Liber
- Xingu
- Cintra
- Lokal
- Petra
- Borck
- Skol Pilsen
- Skol Beats
- Microbrasserie Le Castor

### Canada
- Alexander Keith's
- À l'abri de la Tempête
- Alpine Lager
- Archibald
- Beau's
- Belle Gueule
- Benelux
- Black Label
- Black Sheep Ale
- Boréale
- Brasseurs du Monde
- Bud Light
- Budweiser
- Boris
- Buzzard Breath Ale
- Carling
- Carling Black Label
- Chanvre rouge
- Coors Light
- Le Corsaire
- Coup de Grisou
- folie douce aux bleuets
- Eau bénite
- Gros cochon
- Hermann's Dark Lager
- Kokanee
- Koothenay
- La Bolduc
- Labatt
- La Souche
- Laurentide
- Maverick
- McAuslan
- Molson
- Mort subite
- Moosehead
- Nelson Old Brewery Ale
- O'Keefe
- Paul & Tim's Original Ale
- Pilsner
- Pipers Pale Ale
- Rickard's
- Selkirk Stout
- Shaftbury Cream Ale
- Sleeman
- Steam Whistle
- Taiga
- Tremblay
- Unibroue
- Vancouver Islander Lager
- Victoria Lager
- Wolf Scottish Cream Ale
- Pit Caribou

### Caraïbes
- Vita Malt

### Chili
- Austral
- Bio Beer
- Cristal
- Escudo
- Kross
- Kunstmann
- Royal Guard

### Costa Rica
- Imperial (bière)
- Pilsen
- Bavaria
- Rock Ice
- Kaiser

### Cuba
- Bucanero
- Cristal

### Équateur
- Club
- Pilsener

### États-Unis
- Anchor Steam
- Budweiser
- Bud Light
- Coors
- Keystone
- Miller
- Samuel Adams
- Sierra Nevada
- Kona Brewing Company (Hawaï)
- Rolling rock

### Guatemala
- Gallo

### Haïti
- Prestige

### Jamaïque
- Red Stripe

### Mexique
- Bohemia
- Carta Blanca
- Casta
- Corona
- Dos Equis
- Indio (bière)
- León
- Modelo Especial
- Montejo
- Negra Modelo
- Noche Buena
- Pacífico
- Sol
- Superior
- Tecate
- Victoria
- Cucapá
- Tijuana
- Cosaco
- Tempus
- Beer Factory
- Minerva

### Pérou
- Arequipeña
- Cristal
- Pilsen Callao
- Cusqueña
- Iquiteña
- San Juan (bière)

### Uruguay
- Pilsen
- Patricia
- Zillertal

### Venezuela
- Polar (Polar Ice)
- Regional Light

## Asie

### Cambodge
- Angkor Beer / Angkor Extra Stout
- Cambodia Beer
- Bayon Beer
- Klang Beer
- Black Panther
- Himawari (bière de Phnom Penh)
- Clouded Leopard Pilsner
- Kouprey Dark Lager
- Kingdom Gold Lager

### ChineetTaïwan
- Blue Girl (Hong Kong)
- Haizhou (Zhuhai, Guangdong)
- Harbin (Harbin, Heilongjiang)
- Heroes Beer (Hong Kong)

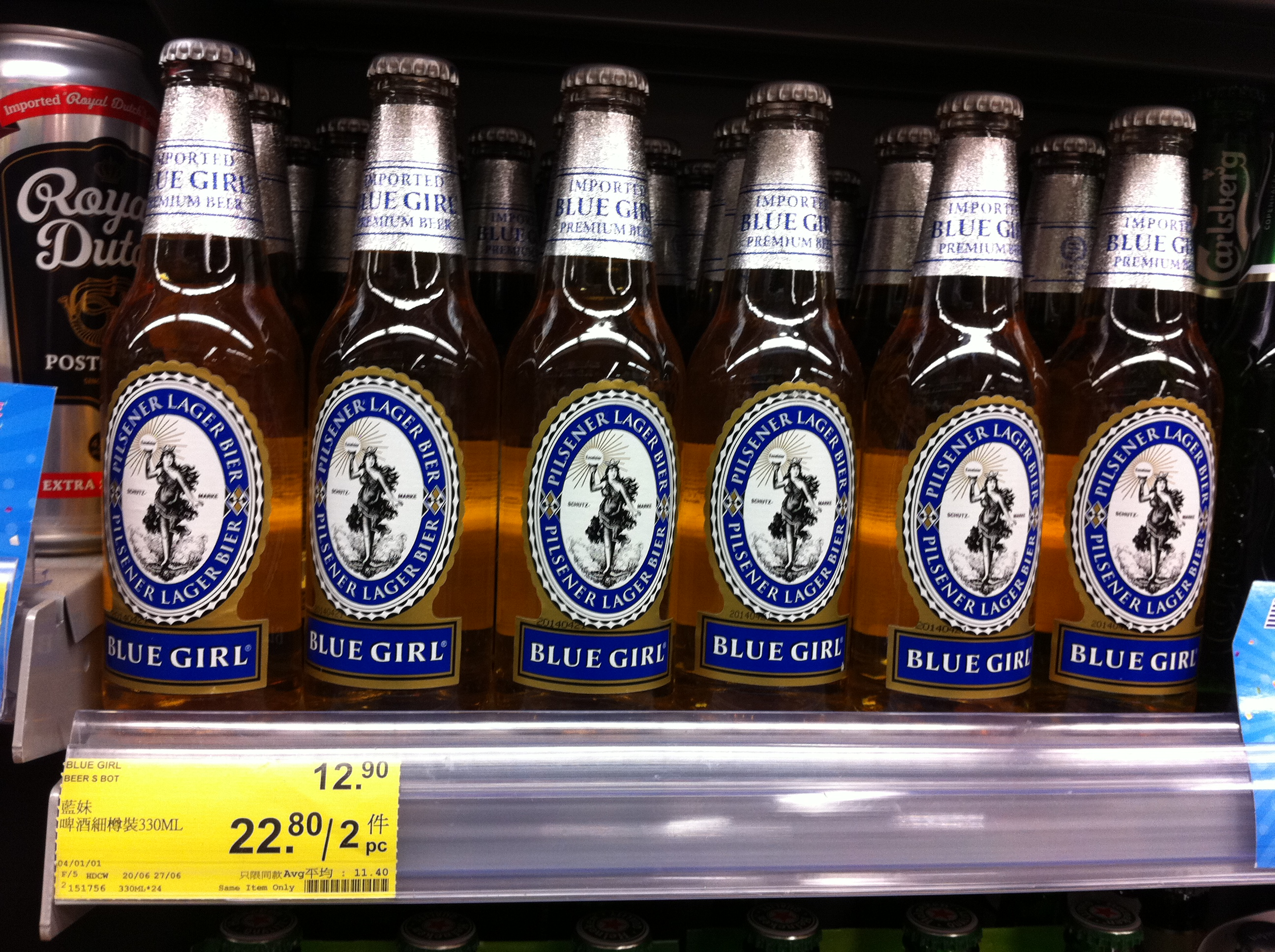
Bouteilles de Blue Girl à Hong Kong.

- Huangjiang (bière de Lanzhou, Gansu)
- Huangshan (bière de Huangshan, Anhui)
- Jinling (bière de Nankin, Jiangxi)
- Lhasa Beer (Lhassa, Région autonome du Tibet)
- Moonzen (Hong Kong)
- Zhujiang (zh) (Canton, Guangdong)
- Snow (Heilongjiang)
- Sunmai (Taïwan)
- Taishan (Tai'an, Shandong)
- Taïwan Beer (Taïwan)
- Tsingtao (bière de Qingdao, Shandong)
- Xinghuacun (bière du Shandong)
- Yanjing (ancien nom de Pékin et bière de Pékin)
- Yantai (Yantai, Shandong)

### Corée du Nord
- Taedonggang

### Corée du Sud
- Hite
- OB et Cass

### Inde
- Bengal
- Cobra
- Kingfisher
- Lal Toofan
- Maharaja
- Taj Mahal

### Israël
- Maccabi (bière)
- Goldstar (bière)

### Indonésie
- Bali Hai
- Bintang

### Japon
- Asahi Super Dry
- Enoshima
- Ginga Kōgen
- Hitachino Nest Amber Ale
- Hitachino Nest Red Rice
- Hitachino Nest Stout
- Hitachino Nest Sweet Stout
- Hitachino Nest White Ale
- Hitachino Nest XH
- Kin-shachi
- Kirin Heartland
- Kirin Ichiban Shibori
- Kirin Lager
- Kirin Latte Stout
- Kirin Maroyaka Kobo
- Orion
- Sapporo Draft
- Suntory
- Suwa Roman
- Yebisu
- Yebisu Black

### Laos
- Beerlao
- Lao Bia

### Liban
- Almaza
- Laziza
- 961 Beer
- Lebanese Brew

### Malaisie
- Tiger Beer

### Maurice
- stags
- Blue Marlin
- Kings
- Phoenix

### Mongolie
- Kharkhorin
- Chinggis
- Altaï
- Altan Gov
- Yah-Uu

### Philippines
- San Miguel

### Singapour
- Tiger Beer

### Thaïlande
- Chang
- Leo
- Singha
- Archa

### Turquie
- Efes
- Türk Tuborg
- Marmara34
- Pera pilsener
- Xtra
- Miler

### Vietnam
- Saigon Beer
- Saigon Special
- Hanoi Beer
- 333 (bière)
- Hue Beer
- Huda
- Tiger Beer
- Larue

## Europe

### Allemagne
- Andechser, d'Andechs, Bavière
- Astra, de Hambourg
- Augustiner Bräu, de Munich
- Aecht Schlenkerla Rauchbier
- Alpirsbacher Klosterbräu
- Beck's, de Brême
- Beckers, de St Ingbert
- Berliner Kindl
- Berliner Pilsner
- Berliner Burgerbraü
- Binding-Brauerei, de Francfort-sur-le-Main
- Bitburger
- Clausthaler, de Francfort-sur-le-Main
- Diebels Alt
- Eku 28
- Erdinger, d'Erding, Bavière
- Feldschlösschen, de Dresde
- Flensburger, de Flensbourg
- Fischer's, d'Erding, Bavière
- Franziskaner, de Munich
- Freiberger, de Dresde
- Furstensberg Hefe
- Ganter, de Fribourg-en-Brisgau
- Gold Ochsen, de Ulm
- Griesbrau, de Murnau
- Hacker-Pschorr, de Munich
- Hoepfner, de Karlsruhe
- Hofbräu München, de Munich
- Henninger-Bräu, de Francfort-sur-le-Main
- Holsten, de Hambourg
- Karlsberg Urpils, de Hombourg
- König-Brauerei, de Duisbourg
- Königsbacher, de Coblence
- Köstritzer Schwarzbier
- Krombacher
- Kuchbauer Weiss, Aloysius
- Löwenbräu, de Munich
- Brauerei Gebr. Maisel, de Bayreuth
- Mecklenburgische Brauerei Lübz, de Lübz
- Ottweiler Pils, de Ottweiler, Sarre
- Paulaner, de Munich
- Perlenbacher
- Radeberger, de Dresde
- Hanseatische Brauerei Rostock, de Rostock
- Rothaus, de Baden-Wurtemberg
- Schneiders Weisse, de Bavière
- Schultheiss
- Spaten brau, de Munich
- Sternburg, de Leipzig
- Störtebeker Braumanufaktur, Stralsund
- Stralsunder, de Stralsund
- Veltins, de Rhénanie-du-Nord-Westphalie
- Waldschlösschen, de Dresde
- Warbacher
- Warsteiner
- Weihenstephan
- Wernesgrüner
- Würzburger Hofbräu, de Wurtzbourg, Bavière

### Autriche
- 7 Stern Bräu
- Edelweiss
- Egger
- Engelszell, Haute-Autriche
- Gösser, Graz
- Hirter, Hirt
- Kaiser
- Murauer
- Ottakringer, Vienne
- Puntigam, Graz
- Reininghaus, Graz
- Schloss Eggenberg Urbock
- Schwechater, Schwechat
- Stiegl, Salzbourg
- Zipfer

### Bosnie-Herzégovine
- Sarajevska Pivo
- Nektar

### Bulgarie
- Bolyarka
- Choumensko
- Choumensko Specialno
- Kamenitza
- Zagorka
- Ariana
- Pirinsko
- Ledenika
- Burgasko
- Shopsko Pivo
- Chano na Latchenoto Pivo
- Astika
- Stolichno
- MM
- Plevensko

### Croatie
- Karlovačko
- Ožujsko
- Tomislav
- Kaltenberg |
- Velebitsko
- Pan

### Danemark
- Carlsberg
- Ceres
- Evil Twin Brewing
- Giraf Strong
- Harboe
- Mikkeller
- Ørbæk
- Red Erik
- Skøll
- Thor
- To Øl
- Tuborg
- Faxe

#### Îles Féroé
- Föroya Bjór
- Restorffs

### Espagne
- Alhambra (Grenade)
- Ambar (Zaragoza)
- Calvinus
- Cruzcampo (Séville)
- Cerveza Dougall's (Cantabrie)
- Dorada (Canaries)
- Estrella Damm (Barcelone)
- Estrella Galicia (Galice)
- Estrella Levante
- Free Damm
- Keler 18 (San Sebastián)
- Mahou (Madrid)
- Moritz (Barcelone)
- Reina (Canaries)
- San Miguel (Barcelone)
- Tropical (Canaries)
- Victoria (Malaga)
- Voll-Damm
- Xibeca

### Estonie
- A. Le Coq
- Saku Originaal
- Saku Hard Rock
- Saku Tume
- Saku Presidenti

### Finlande
- Amiraali
- Aura
- Karhu
- Karjala
- KOFF
- Kukko
- Lapin Kulta
- Olvi
- Olvi CXX
- Sandels

### Grèce
- Alexander the Great (Argos, Peloponnèse)
- Ali (Thessalonique, Macédoine)
- Alpha (Athenian Brewery, d'intérêts hollandais)
- Argô (Volos)
- B29 (Bière bio, Thessalonique, Macédoine)
- Berlin (EZA, Atalanti)
- Bios 5 (Athenian Brewery, d'intérêts hollandais)
- Blue Island (EZA, Atalanti)
- Brink's (Rethymnon, île de Crète)
- Canal Dive (Corinthe)
- Chios Beer (île de Chio)
- Corfu Beer (île de Corfou)
- Craft (Athènes. Production arrêtée à la fin 2012, actuellement en restructuration afin de reprendre la production)
- Delphi (Chalkis, île d'Eubée)
- Dioni (Patras)
- Donkey (île de Santorin)
- Fix (Carlsberg Group, d'intérêts danois)
- Harma (Chania, île de Crète)
- Kirki (île d'Eubée)
- Magnus Magister (île de Rhodes)
- Marea (Chalkis, île d'Eubée)
- Mary Rose (île d'Eubée)
- Mythos (Carlsberg Group, d'intérêts danois)
- Neda (Peloponnèse. Production arrêtée en 2013 en raison de problèmes internes, la production pourrait reprendre prochainement)
- Notias (Arcadie, Péloponnèse. Bière au safran créée par des Belges visitant l'Arcadie chaque année)
- Pils Hellas (EZA, Atalanti)
- Piraïki (Athènes)
- Septem (île d'Eubée)
- Status Beer (Thessalonique, Macédoine)
- Theta & Zeta (Thessalie)
- VAP (île de Rhodes)
- Vergina (Thrace et Macédoine Grèce du Nord)
- Volkan (île de Santorin)
- Voreia (Serres, Macédoine)
- Z (EZA, Atalanti)
- Zeos (Argos, Péloponnèse)

### Hongrie
- 896
- Arany Hordó
- Arany Ászok
- Attila Pils
- Balatoni Világos
- Barton
- Batavia Pils
- Borsodi
- Dreher
- Fradi
- Ilzer Hefe Weissbier
- Ilzer Pils
- Kanizsai Kinizsi
- Kanizsai Világos
- Kőbányai Korona
- Kőbányai Világos
- Három Királyok
- Huszár
- Matróz
- Paracelsus
- Páter Sör
- Pécsi Szalon
- Polgári Sör
- Préri Sör
- Radler
- Rákóczi
- Rocky Cellar
- Soproni Ászok
- Soproni Kinizsi
- Szalon Barna
- Talléros
- Tavaszi Sör
- Weber Sör

### Irlande
- Beamish
- Caffrey's
- Crean's
- Galway Hooker
- George Killian's
- Guinness
- Harp
- Kilkenny
- Murphy's
- O'Hara
- Smithwick's
- Omak

### Islande
- Egils Gull
- Viking
- Thule
- Gæðingur
- Skjálfti
- Móri
- Fósturlandsins Freyja
- Litli-Jón
- Úlfur India Pale Ale
- Bjartur Blond bjór
- Íslenskur Úrvals
- Kaldi
- Gullfoss
- Jökull

### Italie
- Birra Morena
- Birra Moretti
- Dreher
- Ichnusa
- Nastro Azzurro
- Menabrea
- Peroni
- Splugen
- Pedavena (Vénétie)
- 32 (Vénétie)
- Angelo Poretti (Lombardie)
- Efees
- it:Von Wunster
- Birra Forst

### Lettonie
- Brenguļu
- Aldaris
- Bauskas
- Brālis
- Brūveris
- Krāslavas
- Lido
- Līvu-Lačplēsis
- Lielvardes
- Madonas
- Medalus
- Piebalgas
- Rēzeknes
- Tērvete
- Užavas
- Valmiermuižas

### Liechtenstein
- Liechtensteiner Brauhaus
- Prinzenbräu AG

### Lituanie
- Švyturys
- Kalnapilis
- Utenos
- Tauras
- Fortas
- Volfas Engelman
- Gubernija
- Rinkuškiai
- Prie katedros
- Maltosa
- Viking Malt

### Luxembourg
- Battin: Edelpils, Gambrinus,Fruité
- Bofferding: Pils, Fréijoersbéier, Hausbéier
- Diekirch: Premium, Grand Cru, Grande Réserve, Brune, Exclusive, Surf
- Mousel: Pils, Altmunster
- Simon: Pils,Dinkel,Régal
- Clausel
- Béierhaascht
- Ourdaller: Wëllen,Waissen
- Den Héischter
- Okult

### ARYM
- Skopsko (Скопско en cyrillique)

### Malte
- Cisk

### Monténégro
- Nikšićko

### Norvège
- Dahls
- Ringnes
- Mack
- Hansa
- Aass
- CB
- Borg
- Tou
- Frydenlund
- Lundetangen
- Grans
- Arendals
- Nøgne ø
- Knapp Nanobryggeri

### Pays-Bas
- Amstel
- Breda
- Dommelsch
- Grolsch
- Heineken
- Wieckse
- Bavaria
- Hertog Jan
- Brand
- Oranjeboom
- La Trappe
- Buckler
- Gulpener
- Leeuw
- Skol
- Texels
- 3Hoefyzers
- Swinkels
- Brouwerij 't IJ

### Pologne
- Cracus
- Dębowe Mocne
- Dog In The Fog
- EB Specjal
- Freeq Green Lime ou Cherry
- Gingers Beer
- Harnaś
- Hevelius kaper ou classic
- Kasztelan
- Krolewskie
- Książ
- Lech (bière)
- Lezajsk
- Łomża
- Okocim pils, mocne ou palone
- Perła pils ou mocna
- Piast
- Specjal
- Tatra pils ou mocne
- Tyskie
- Warka pils ou strong
- Wojak
- Żubr (ou bière du bison)
- Żywiec pils ou porter

### Portugal
- Cristal
- Sagres
- Superbock
- Imperial
- Bohemia
- Coral
- Cintra
- Tagus

### Roumanie
- 7 coline
- Albacher
- Aurora
- Bergenbier
- Bragadiru
- Ciuc
- Ciucaş
- Fulbier
- Gambrinus
- GoldenBrau
- Neumarkt
- Noroc
- Silva
- Timişoreana
- Trei Stejari
- Ursus

### Royaume-Uni

#### Angleterre
- Bass Pale Ale
- Boddingtons
- Bulldog Strong Ale
- Fuller's Chiswick Bitter
- Fuller's London Pride
- Greene King Abbot Ale
- Greene King IPA
- John Smith's
- Morland Old Speckled Hen
- Newcastle Brown Ale
- The Newcastle Star
- Samuel Smith's Nut Brown Ale
- Samuel Smith's Oatmeal Stout
- Samuel Smith's Old Brewery Pale Ale
- Samuel Smith's Taddy Ported
- Shepherd Neame Bishop's Finger
- Shepherd Neame Master Brew
- Shepherd Neame Spitfire
- Theakstons Old Peculier
- Wells Bombardier
- Young's Oatmeal Stout

#### Écosse
- Belhaven St. Andrews
- Dark Island
- Deuchars
- Tennents
- BrewDog

#### Pays de Galles
- Brains Bitter
- Brains Dark
- Brains SA

### Russie
- Baltika
- Sibirskaya Corona
- Stepan Razin
- Tri Bogatirya
- Tinkoff
- Yarpivo
- Zolotaya Botchka

### Serbie
- Jelen Pivo
- Lav
- Weifert

### Slovaquie
- Kelt
- Šariš
- Smädny Mnich
- Zlatý Bažant

### Slovénie
- Pelicon
- Reservoir Dogs Brewery
- Laško (bière)
- Union (bière)

### Suède
- Borg Viking
- Crocodile
- Falcon
- Ikea (Öl Ljus Lager[4] et Öl Mörk Lager[5].)
- Nils Oscar
- Nya Carnegie Bryggeriet[6]
- Pripps Blå
- Sofiero
- Spendrups
- Three Hearts

### Suisse
Selon l'Association suisse des brasseries (ASB), la Suisse comptait 833 brasseries artisanales en 2017.
- Aare Bier
- Adler
- Appenzeller Bier (Appenzell, AI)
- Bière du Lac (Confignon, GE)
- Blanche Pierre
- Blonde 25 (Sion, VS)
- Boxer (Yverdon-les-Bains, VD)
- Buse
- Brasserie des Franches Montagnes (BFM) (Saignelégier, JU)
- Brasserie Artisanale Broyarde (Payerne, VD)
- FMR (Rolle, VD)
- Brasserie du Jorat (Vulliens, VD)
- Brasserie du Poyet (Autavaux, FR)
- Calanda (GR)
- Calvinus (Petit-Lancy, GE)
- Cardinal (Fribourg, FR puis Rheinfelden, AG)
- Chopfab (Winterthour, ZH)
- Docteur Gab's (Puidoux, VD)
- Egger (Worb, BE)
- Eichhof (Lucerne, LU)
- Einsidler Bier (Einsiedeln, SZ)
- Falken (Schaffhouse, SH)
- Feldschlösschen (Rheinfelden, AG)
- Felsenau (Berne, BE)
- Freiburger Biermanufaktur
- Gurten Bier (Köniz, BE)
- Haldengut
- Hürlimann
- Ittinger Klosterbrau
- La Meynite (Meinier, GE)
- La Nébuleuse
- La Pièce (Meyrin, GE)
- La Ferme d'Ostende (brasserie artisanale)
- Müller Bräu (Baden, AG)
- Orforte
- Père Porret
- Rosengarten
- Rugenbräu (Matten bei Interlaken, BE)
- Schützengarten
- Sierrevoise
- Spok
- Tell (Coire, GR)
- Trois Dames (Sainte-Croix, VD)
- Ueli Bier
- Unser Bier
- Valaisanne
- Wädi-Brau
- Warteck (Rheinfelden, AG)
- Weizentrumpf

### République tchèque
- Ambrosius
- Arthur
- Avar
- Baronka
- Baron Trenck
- Bakalář
- Birell
- Bizon
- Berounský Medvěd
- Bernard
- Blanický rytíř
- Braník
- Braun
- Budejovicky Budvar (Budweiser)
- Breznice
- Brežnák
- Car
- Černá Hora
- Černý Drak
- Červený Drak
- Dačický
- Dalešice
- Detenické pivo
- Diplomat
- Doktor
- Derer
- Dudak
- Eggenberg
- Ferdinand
- Gambrinus
- Gerhard
- Granat
- Harrach
- Holan
- Holba
- Hostan
- Hubertus
- Hukvaldske pivo
- Chodovar
- Janacek
- Jarošov
- Ježek
- Kacov
- Kern
- Klasik
- Klášter
- Konrad
- Koutské pivo
- Krakonoš
- Kristian
- Krušovice
- Kvasar
- Kralovar
- Lasský Vulkan
- Litovel
- Lipan
- Lipnický ležák
- Lev (HK)
- Lobkowicz
- Lorec
- Louny
- Master
- Mestan
- Maestro
- Medlesice
- Modrá hvezda
- Nektar
- Novopacké pivo
- Novomestsky lezak
- Novic
- Opat
- Ostravar
- Otakar
- Pardal
- Pegas
- Pernštejn
- Pivrnec
- Pilsner Urquell
- Platán
- Podkovan
- Podluzan
- Podskalak
- Polička
- Postrizinske
- Poutnik
- Primator
- Prokop
- Purkmistr
- Pytlak
- Radegast
- Rebel
- Rampus
- Rambousek
- Regent
- Richard
- Rohozec
- Rychtář
- Samson
- Starobrno
- Sedm kuli
- Staropramen
- Staročech
- Skalak
- Suchdolsky Jenik
- Svaty Norbert
- Svijany
- Svitavak
- Svihak
- Trubac
- Valdstejn
- Velkopopovický Kozel
- Velvet
- Velichovsky Forman
- Vratislav
- Vsacan
- Vyskovské pivo
- Xaver
- Zámecký pivovar Oslavany
- Zavis
- Zlatopramen
- Zlatovar
- Zubr
- Zamberecky Kanec
- Žatec

## Océanie

### Australie
- Boag's Draught
- Barons
- Carlton Draught
- Carlton Cold
- Carlton Ice
- Cascade
- Cooper's Sparkling Ale
- Cooper's Draught
- Crown Lager
- Eagle
- Emu
- Fosters
- James Squire
- Lord Nelson ''Three Sheets''Pale Ale
- Melbourne Bitter
- Moo Brew Hefeweisen
- Power's
- Tooheys New
- Tooheys Extra Dry
- Victoria Bitter
- XXXX

### Fidji
- Carlton Brewery (Fiji bitter)
- Vonu

### Nouvelle-Calédonie
- Number One
- Manta
- Havannah

### Nouvelle-Zélande
- Speight's
- Steinlager
- Niue
- M.K. Viviani
- Tui

### Palaos
- Red Rooster

### Tahiti
- Hinano

### Vanuatu
- Tusker

### Marques fictives
- Duff immortalisée par la série animée Les Simpson. Devenue réelle depuis 2006 aux États-Unis et en 2009 en Europe, malgré l'opposition de Matt Groening, le créateur de la série.